# Franz Abt
Franz Wilhelm Abt (Eilenburg, 22 de dezembro de 1819 — Wiesbaden, 31 de março de 1885) foi um compositor e regente de coral alemão.  Compôs cerca de 3 000 trabalhos individuais principalmente na área da música vocal. Houve um tempo que várias de suas canções foram cantada em muitas partes do mundo, e obtiveram um lugar mais ou menos permanente no repertório popular. Durante sua vida, Abt foi um renomado regente de coral e passou a maior parte das últimas três décadas de sua vida a trabalhar como maestro convidado com coros em toda a Europa e nos Estados Unidos.

## Biografia
Abt nasceu em Eilenburg na Saxônia prussiana, e mostrou talento musical já muito jovem. Seu pai era um clérigo e um pianista talentoso, e é ele quem deu suas primeiras aulas de música para Franz. Assim como seu pai, Abt interessou-se por Música e Teologia, e buscou desenvolvê-las na Thomasschule zu Leipzig e na Universidade de Leipzig, com a finalidade última de tornar-se um membro do clero. Enquanto esteve na escola, Abt fez amizades com Albert Lortzing, Felix Mendelssohn e Robert Schumann.
Com a morte de seu pai em 1837, Abt abandonou seus estudos teológicos e decidiu concentrar-se totalmente na música. É nessa época que começou a compor e a publicar suas músicas, a maioria delas obras para piano, que escreveu para apresentações em salões de Leipzig. Em 1841 Abt tornou-se Kapellmeister em Bernburg, e mudou-se para Zurique no mesmo ano, onde tornou-se muito popular e hábil mestre de coro, muitas vezes regendo suas próprias composições. Enquanto permaneceu em Zurique, foi nomeado diretor sucessivamente de quase todas as numerosas sociedades de corais da cidade, frequentemente, ganhando prêmios por elas. Em 1852 Abt retornou à Alemanha para tornar-se diretor musical no teatro da corte em Braunschweig, onde atuou até 1882.
Abt também manteve-se ativo como regente de coro durante seu tempo em Braunschweig. Foi nomeado diretor da Hofkapelle em 1855, permanecendo nesse posto por muitos anos. Também era frequentemente convidado para reger coros em muitas capitais da Europa durante a década de 1850 e década de 1880, tendo neste momento construído sua reputação internacional. Percorreu os Estados Unidos em 1872, onde foi recebido com grande entusiasmo pela crítica e público em geral. Em 1882, seus intensos compromissos profissionais afetaram sua saúde e foi forçado a retirar-se para Wiesbaden, onde morreu em 1885.

## Música

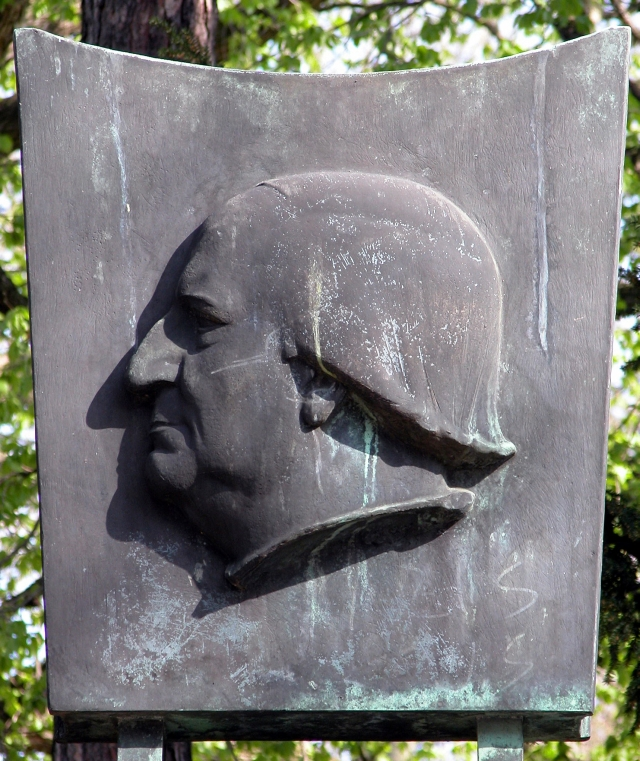
Monumento a Franz Wilhelm Abt de 1960, em Braunschweig.

As composições de Abt compreendem mais de 600 números opus, que representam mais de 3 000 itens individuais. Foi basicamente um compositor de música vocal e particularmente prolífico em escrever música para coros masculinos, que achava faltar na literatura. Na verdade, seus maiores sucessos na Alemanha e Suíça foram obtidos em canções para vozes masculinas. Abt também teve êxito em escrever música de coral para coros mistos, tanto a cappella como acompanhado por piano ou orquestra. Também escreveu várias canções populares da arte vocal para voz solo, para vozes múltiplas e diversas canções para crianças.
O estilo de composição de Abt caracteriza-se por uma fluência fácil de invenção, redigida para agradar formas populares, mas sem pretensão de profundidade ou individualidade. Muitas de suas canções, foram cantadas em várias partes do mundo, e obtiveram um lugar mais ou menos permanente no repertório popular. Devido ao seu estilo simples e melódico, algumas das canções de Abt, como Wenn die Schwalben heimwärts ziehn e Die stille Wasserrose são facilmente confundidas com uma genuína música folclórica.
Outras composições de Abt incluem três óperas: Des Königs Scharfschütz, Die Hauptprobe, e Reisebekanntschaften. Na parte inicial de sua carreira musical Abt compôs mais para piano, principalmente peças para serem apresentadas em pequenos salões. Estas nunca tiveram a mesma popularidade que suas obras vocais.